# شبیه‌سازی انسانی از دیدگاه آیین کاتولیک و اسلام
شبیه‌سازی انسانی از دیدگاه آیین کاتولیک و اسلام کتابی از سید حسن اسلامی اردکانی است که در سال ۱۳۸۶ از سوی انتشارات دانشگاه ادیان و مذاهب منتشر شد. نویسنده در این کتاب که در اصل، رسالهٔ دکتری او در دانشگاه قم است، به شبیه‌سازی انسانی از دیدگاه الهیاتی پرداخته‌است.

## نقد و بررسی
محمدرضا مسعودی در نشریه اخبار ادیان به معرفی این کتاب پرداخته‌است.
مرضیه سلیمانی هم در مقاله‌ای تحت‌عنوان «شبیه‌سازی: فرصت یا گناه» این کتاب را نقد کرده‌است.

## جوایز
| نهاد                     | سال  | جایزه          |
| ------------------------ | ---- | -------------- |
| جشنواره بین‌المللی فارابی | ۱۳۸۹ | برگزیده        |
| کتاب فصل                 | ۱۳۸۷ | برگزیده        |
| کتاب سال ایران           | ۱۳۸۷ | شایسته تقدیر   |
| دبیرخانه دین‌پژوهان کشور  | ۱۳۸۴ | پژوهش برتر سال |
| پایان‌نامه سال دانشجویی   | ۱۳۸۵ | برگزیده        |